# Ірис плямистий
Ірис плямистий (Iris polystictica) — один з 14 видів богомолів палеарктичного роду Iris родини Eremiaphilidae, поширений на півночі Євразії від України до Далекого Сходу. Занесений до Червоної книги України.

## Опис
Комаха середніх розмірів, довжина тіла 28-48 мм. Тіло зеленого або жовтувато-бурого кольору з білою чи світло-рожевою смужкою вздовж боків передньоспинки, бокових поверхонь надкрил та черевця, рідше комахи однотонні.
Крила та надкрила самців досягають кінця черевця, самиці короткокрилі та коротконадкрилі — обидві пари крил досягають середини 4-го тергіта черевця. Надкрила напівпрозорі в обох статей. Як у самців, так і у самиць задні крила дуже яскраві: передній край крила та його основа малинового чи оранжевого кольору, трохи далі від основи крила — велика овальна темно-синя пляма, оточена тонкими темними концентричними кільцями.
Внутрішня поверхня тазиків передніх ніг з дрібними світлими горбиками, передній край зазубрений, з невеликими шипами. На передніх стегнах 5 шипів з зовнішнього краю, між якими видно низку маленьких горбиків.
Іноді іриса плямистого плутають (особливо в літературі середини XX сторіччя) з близьким європейським видом Iris oratoria. Ірис плямистий відрізняється відсутністю повністю прозорих плям у комірках передньої лопаті (костальної) заднього крила.

## Спосіб життя
Цикл розвитку триває впродовж одного року. Зимують в фазі яйця. Невеликі видовжені оотеки зверху майже пласкі, прикріплюються самицею до кам'яних, рідше рослинних поверхонь. Личинки з'являються на початку червня, зустрічаються до середини серпня, дорослі комахи — з кінця липня до жовтня. Як личинки, так і дорослі — хижаки, живляться комахами. Самці, маючи розвинені крила, літають; короткокрилі самиці не здатні до польоту. Самці іноді прилітають на світло.
Іриси полюють з засідки, малорухливі. Самиці часто нерухомо сидять на трав'янистих рослинах або кущах, очікуючи на здобич. Богомол сидить спинною частиною тіла вниз, а передні ноги широко випростовує, притиснувши гомілки до стегон.
Живе в степових, напівпустельних та пустельних ландшафтах.

## Поширення
Ареал охоплює Північне Причорномор'я, південно-східну частину європейської Росії, Близький Схід, Закавказзя, пінічний схід Туреччини, Казахстан, Південний Сибір, Середню Азію, Монголію, Китай.
В Україні знайдений в Миколаївській, Херсонській, Дніпропетровській, Запорізькій, Донецькій, Луганській областях та Криму. В Україні рідкісний вид, реєструються лише поодинокі екземпляри. У передгір'ях Кримських гір зустрічається на чагарниках та шибляку, також поширений у Північному Причорномор'ї у сухих піщаних степах, де тримається на високій траві, рідше — у заростях верболозу (на підвищених ділянках, в околицях солончаків, на схилах ярів та балок).

## Загрози та охорона
Ірис плямистий занесений до Червоної книги України. Загрозами для виду є степові пожежі, перевипас, розорювання цілинних ділянок степу, знищення колків, освоєння гірських схилів, застосування пестицидів. Охороняються у Кримському і Карадазькому ПЗ та Чорноморському БЗ у складі фауни безхребетних. Рекомендується створювати у місцях перебування виду ентомологічні заказники.
В Росії занесений до регіональних Червоних книг Саратовської, Ростовської, Омської та Новосибірської областей.

## Підвиди
- Iris polystictica polystictica
- Iris polystictica mongolica
- Iris polystictica shahdarinica (Lindt, 1963) Таджикистан
- Iris polystictica shugnanica[3]